# Loretánská kaple u Horažďovic
Zaniklá Loretánská kaple v Horažďovicích se nacházela severně od města Horažďovic na vrchu Stráž, nazývaného též Loreta.

## Historie
Loretánská kaple (Santa Casa) byla založena roku 1659 majitelkou panství Lidmilou Benignou ze Šternberka, rozenou Kavkovou z Říčan. Ta zde na památku svého manžela Františka Karla Matyáše ze Šternberka, který roku 1648 zemřel při obléhání Prahy švédskými vojsky, chtěla vybudovat poutní místo s Loretou, Kalvárií a Božím hrobem.
Na zakoupeném pozemku nechala nejprve postavit jednu z nejstarších českých Loret v Čechách. Kaple byla obklopena ambity a centrální rohovou niku zdobila barokní plastika Černé Panny Marie. Duchovní správu zde zajišťoval kněz z Malého Boru, který měl povinnost vykonávat bohoslužby každou sobotu a ve všechny mariánské svátky.
K zamýšlenému záměru založit zde též Kalvárii a Boží hrob nikdy nedošlo.

### Podoba kaple
Základní půdorys tvořil pětiúhelník, jehož nejdelší strany (7,25 – 7,65 m) svíraly spolu pravý úhel. Představovaly tak hlavní část obvodového zdiva později postaveného obytného domu. Rohová nika pro Loretánskou sošku se nacházela proti zazděnému hlavnímu vstupu. Vstupy ve zbývajících krátkých nečleněných bočních stěnách vedly pravděpodobně do sakristie a do obydlí strážce Lorety.
Část kaple s krátkou nikovou stěnou byla zastropena prostou klenbou. Ta byla čočkovým pásem oddělena od křížové klenby, kterou byl zastropen hlavní prostor kaple. Zde byla klenba doplněna lunetami v místech, kde vedly do kaple osvětlovací otvory. Pravý otvor dosud existuje, levý byl zazděn a nahrazen oknem v závěru. Třetí okno, které se nacházelo v čelní zdi nad hlavním vchodem, se po přestavbě otevírá z patra do prostoru přistavěného schodiště. Vnitřní prostor kaple byl přestavbou rozdělen do dvou různých výškových úrovní. Podle stávajících zbytků členily čelní stěnu a úseky dvou sousedících delších stran vertikální pásy lisén nebo pilastrů.

### Zánik
Poutní místo zaniklo za josefínských reforem roku 1787. Kaple byla uzavřena a Nadace a soška Černé Matky Boží přešly na maloborskou farnost. Santa Casa byla přestavěna na obytný dům, který se roku 1830 dostal do majetku rodiny Svátků. Ti budovu přestavěli na oblíbený výletní hostinec. Pozemky, které ke kapli původně příslušely, byly rozprodány.
Ze spodní části kaple se dochovaly jen zdi a centrální nika v severozápadní části, horní část kaple lze nalézt v prvním patře. Soška Černé Matky Boží je ve farním kostele v Malém Boru.